# Almașu Mare, Bihor
Almașu Mare (maghiară Kozmaalmás) este un sat în comuna Balc din județul Bihor, Crișana, România.

## Istoric
La 8 septembrie 1940, 13 țărani români localnici au fost executați de soldații unguri în satul Nușfalău..
Almașu Mare are aproximativ 1000 de locuitori și se găsește la 2.5km de comuna Balc, fiind satul care se termină cu pădurea vestită în care are loc vânatoarea organizată de către Ion Țiriac.